# Flowersia
Flowersia es un género de musgos hepáticas de la familia Bartramiaceae. Comprende 4 especies descritas y   aceptadas.

## Taxonomía
El género fue descrito por D.G.Griffin & W.R.Buck  y publicado en The Bryologist 92: 372. 1989.  La especie tipo es: Flowersia campylopus (Schimp.) D.G. Griffin & W.R. Buck

## Especies aceptadas
A continuación se brinda un listado de las especies del género Flowersia aceptadas hasta diciembre de 2014, ordenadas alfabéticamente. Para cada una se indica el nombre binomial seguido del autor, abreviado según las convenciones y usos.	
- Flowersia abyssinica (Müll. Hal.) D.G. Griffin & W.R. Buck
- Flowersia campylopus (Schimp.) D.G. Griffin & W.R. Buck
- Flowersia setifolia (Hook. & Arn.) D.G. Griffin & W.R. Buck
- Flowersia sinensis (Broth.) D.G. Griffin & W.R. Buck